# Psilacron divisa
Psilacron divisa är en fjärilsart som beskrevs av Rothschild 1917. Psilacron divisa ingår i släktet Psilacron och familjen tandspinnare. Inga underarter finns listade.